# Romandiet Rundt 2011
Romandiet Rundt 2011 var den 65. udgave af Romandiet Rundt og blev arrangeret fra 26. april til 1. maj i Schweiz. Udover de 18 ProTeam var Geox-TMC og Europcar inviteret. Cadel Evans vandt samlet, som i 2006.

## Etaper

### Tirsdag 26. april – prolog:Martigny, 2,9 km (ITT)
|   | Rytter               | Hold              | Tid  |
| - | -------------------- | ----------------- | ---- |
| 1 | Jonathan Castroviejo | Euskaltel-Euskadi | 3.40 |
| 2 | Taylor Phinney       | BMC Racing Team   | + 0  |
| 3 | Leigh Howard         | Team HTC-Highroad | + 1  |
| 4 | Geoffroy Lequatre    | Team RadioShack   | + 2  |
| 5 | David Millar         | Garmin-Cervélo    | + 2  |

|   | Rytter               | Hold              | Tid  |
| - | -------------------- | ----------------- | ---- |
| 1 | Jonathan Castroviejo | Euskaltel-Euskadi | 3.40 |
| 2 | Taylor Phinney       | BMC Racing Team   | + 0  |
| 3 | Leigh Howard         | Team HTC-Highroad | + 1  |
| 4 | Geoffroy Lequatre    | Team RadioShack   | + 2  |
| 5 | David Millar         | Garmin-Cervélo    | + 2  |

### Onsdag 27. april – 1. etape:Martigny–Leysin, 172,6 km
|   | Rytter             | Hold           | Tid     |
| - | ------------------ | -------------- | ------- |
| 1 | Pavel Brutt        | Katusha        | 4:27.41 |
| 2 | Oleksandr Kvatjuk  | Lampre-ISD     | + 56    |
| 3 | Branislau Samoilau | Movistar Team  | + 1.15  |
| 4 | Jack Bobridge      | Garmin-Cervélo | + 1.23  |
| 5 | Damiano Cunego     | Lampre-ISD     | + 1.59  |

|   | Rytter              | Hold           | Tid     |
| - | ------------------- | -------------- | ------- |
| 1 | Pavel Brutt         | Katusha        | 4:31.26 |
| 2 | Oleksandr Kvatjuk   | Lampre-ISD     | + 1.00  |
| 3 | Branislau Samoilau  | Movistar Team  | + 1.22  |
| 4 | Jack Bobridge       | Garmin-Cervélo | + 1.31  |
| 5 | Aleksandr Vinokurov | Astana         | + 2.04  |

### Torsdag 28. april – 2. etape:Romont, 171,8 km
|   | Rytter              | Hold            | Tid     |
| - | ------------------- | --------------- | ------- |
| 1 | Damiano Cunego      | Lampre-ISD      | 4:10.53 |
| 2 | Cadel Evans         | BMC Racing Team | + 2"    |
| 3 | Aleksandr Vinokurov | Astana          | + 2     |
| 4 | Rui Costa           | Movistar Team   | + 2     |
| 5 | David López         | Movistar Team   | + 2     |

|   | Rytter              | Hold              | Tid     |
| - | ------------------- | ----------------- | ------- |
| 1 | Pavel Brutt         | Katusha           | 8:43.39 |
| 2 | Damiano Cunego      | Lampre-ISD        | + 38    |
| 3 | Cadel Evans         | BMC Racing Team   | + 42    |
| 4 | Aleksandr Vinokurov | Astana            | + 42    |
| 5 | Gorka Verdugo       | Euskaltel-Euskadi | + 46    |

### Fredag 29. april – 3. etape:Thierrens–Neuchâtel, 165,7 km
|   | Rytter              | Hold              | Tid     |
| - | ------------------- | ----------------- | ------- |
| 1 | Aleksandr Vinokurov | Astana            | 3:47.55 |
| 2 | Mickaël Cherel      | AG2R La Mondiale  | + 0     |
| 3 | Tony Martin         | Team HTC-Highroad | + 0     |
| 4 | Ben Swift           | Team Sky          | + 0     |
| 5 | Óscar Freire        | Rabobank          | + 0     |

|   | Rytter              | Hold              | Tid      |
| - | ------------------- | ----------------- | -------- |
| 1 | Pavel Brutt         | Katusha           | 12:31.34 |
| 2 | Aleksandr Vinokurov | Astana            | + 32     |
| 3 | Damiano Cunego      | Lampre-ISD        | + 38     |
| 4 | Cadel Evans         | BMC Racing Team   | + 42     |
| 5 | Gorka Verdugo       | Euskaltel-Euskadi | + 46     |

### Lørdag 30. april – 4. etape:Aubonne–Bougy-Villars, 20,1 km (ITT)
|   | Rytter          | Hold              | Tid   |
| - | --------------- | ----------------- | ----- |
| 1 | David Zabriskie | Garmin-Cervélo    | 27.57 |
| 2 | Richie Porte    | Saxo Bank-SunGard | + 2   |
| 3 | Lieuwe Westra   | Vacansoleil-DCM   | + 14  |
| 4 | Bradley Wiggins | Team Sky          | + 18  |
| 5 | Tony Martin     | Team HTC-Highroad | + 27  |

|   | Rytter              | Hold              | Tid      |
| - | ------------------- | ----------------- | -------- |
| 1 | Cadel Evans         | BMC Racing Team   | 13:00.58 |
| 2 | Tony Martin         | Team HTC-Highroad | + 18     |
| 3 | Aleksandr Vinokurov | Astana            | + 19     |
| 4 | Marco Pinotti       | Team HTC-Highroad | + 31     |
| 5 | Beñat Intxausti     | Movistar Team     | + 41     |

### Søndag 1. maj – 5. etape:Champagne–Geneve, 164,6 km
|   | Rytter            | Hold                | Tid     |
| - | ----------------- | ------------------- | ------- |
| 1 | Ben Swift         | Team Sky            | 3:50.51 |
| 2 | Davide Viganò     | Leopard Trek        | + 0     |
| 3 | Óscar Freire      | Rabobank            | + 0     |
| 4 | Fabio Sabatini    | Liquigas-Cannondale | + 0     |
| 5 | Enrico Gasparotto | Astana              | + 0     |

|   | Rytter              | Hold              | Tid      |
| - | ------------------- | ----------------- | -------- |
| 1 | Cadel Evans         | BMC Racing Team   | 16:51.49 |
| 2 | Tony Martin         | Team HTC-Highroad | + 18     |
| 3 | Aleksandr Vinokurov | Astana            | + 19     |
| 4 | Marco Pinotti       | Team HTC-Highroad | + 31     |
| 5 | Beñat Intxausti     | Movistar Team     | + 41     |

## Resultater

### Sammenlagt
|    | Rytter              | Hold              | Tid      |
| -- | ------------------- | ----------------- | -------- |
| 1  | Cadel Evans         | BMC Racing Team   | 16:51.49 |
| 2  | Tony Martin         | Team HTC-Highroad | + 18     |
| 3  | Aleksandr Vinokurov | Astana            | + 19     |
| 4  | Marco Pinotti       | Team HTC-Highroad | + 31     |
| 5  | Beñat Intxausti     | Movistar Team     | + 41     |
| 6  | Pieter Weening      | Rabobank          | + 51     |
| 7  | Janez Brajkovic     | Team RadioShack   | + 52     |
| 8  | Pavel Brutt         | Katusha           | + 58     |
| 9  | Andrew Talansky     | Garmin-Cervélo    | + 59     |
| 10 | David Millar        | Garmin-Cervélo    | + 1.00   |

### Ungdomskonkurrencen
|   | Rytter          | Hold           | Tid      |
| - | --------------- | -------------- | -------- |
| 1 | Andrew Talansky | Garmin-Cervélo | 16:52.48 |
| 2 | Peter Stetina   | Garmin-Cervélo | + 1.15   |
| 3 | Cyril Gautier   | Europcar       | + 2.18   |

### Bjergkonkurrencen
|   | Rytter               | Hold              | Point |
| - | -------------------- | ----------------- | ----- |
| 1 | Chris Anker Sørensen | Saxo Bank-SunGard | 32    |
| 2 | Oleksandr Kvatjuk    | Lampre-ISD        | 28    |
| 3 | Pavel Brutt          | Katusha           | 22    |

### Sprintkonkurrencen
|   | Rytter           | Hold     | Point |
| - | ---------------- | -------- | ----- |
| 1 | Matthias Brändle | Geox-TMC | 12    |
| 2 | Dario Cioni      | Team Sky | 7     |
| 3 | Pavel Brutt      | Katusha  | 6     |

### Holdkonkurrencen
|   | Hold           | Tid      |
| - | -------------- | -------- |
| 1 | Garmin-Cervélo | 50:34.41 |
| 2 | Movistar Team  | + 2.15   |
| 3 | Leopard Trek   | + 3.32   |